# Jonathan Okita
Jonathan Yula Okita (* 5. Oktober 1996 in Köln) ist ein deutsch-kongolesischer Fußballspieler, der zurzeit in der Türkei bei Bodrum FK unter Vertrag steht. 

## Kindheit und Jugend
Jonathan Okita wurde als Sohn kongolesischer Eltern in Köln geboren und zog im Alter von fünf Jahren mit seiner Familie nach Frankreich, wo er in Armut in Juvisy-sur-Orge im Pariser Ballungsraum aufwuchs. Mit 15 Jahren zog er mit seiner Familie nach Belgien. Er ist sowohl Staatsbürger der Demokratischen Republik Kongo als auch von Deutschland, Frankreich und Belgien.

## Karriere

### Verein
Jonathan Okita begann mit dem Fußballspielen bei RCS Brainois, einem Verein in Braine-l’Alleud, 30 Kilometer westlich von Brüssel, bevor er zum AFC Tubize wechselte. Am 10. August 2013 gab er im Alter von 16 Jahren sein Profidebüt in der zweiten Division, als er beim 1:3 gegen Royal Francs Borains eingesetzt wurde. Für die erste Mannschaft des AFC Tubize absolvierte Okita in der Saison 2013/14 im Ligaalltag 16 Partien.
Zur Saison 2014/15 wechselte er in die Reservemannschaft von Standard Lüttich. Im April 2016 kam Jonathan Okita zu seinen zwei einzigen Einsätzen für die Profis in der ersten Division. Kurz vor Ende der Sommertransferperiode der Saison 2016/17 wurde er mit Kaufoption an den KSV Roeselare verliehen, wo er allerdings nicht zum Einsatz kam. In der Winterpause wurde der Leihvertrag aufgelöst und Standard Lüttich verlieh Okita ohne Kaufoption an den Zweitligisten Royale Union Saint-Gilloise aus der Region Brüssel-Hauptstadt. In der regulären Saison spielte er in keiner Partie, in den im Ligasystem ausgetragenen spielklassenübergreifenden Play-offs (Play-off 2) absolvierte er sechs Partien und belegte mit Royale Union Saint-Gilloise den fünften Platz.
Zur Saison 2017/18 wechselte Jonathan Okita zum niederländischen Zweitligisten MVV Maastricht, wo ihm der Durchbruch gelang und sich einen Stammplatz in der Offensive der Limburger erkämpfen konnte. Mit 18 Toren schoss er den MVV Maastricht in die Auf-und-Abstiegs-Play-offs, wo die Maastrichter gegen Almere City ausschieden. Im August 2018 wechselte Okita zum Eredivisie-Absteiger NEC Nijmegen aus Nijmegen, der größten Stadt der Provinz Gelderland. Auch hier erkämpfte er sich einen Stammplatz und wurde überwiegend als rechter Außenstürmer eingesetzt. Mit 15 Toren schoss Jonathan Okita auch diesen Verein in die Auf-und-Abstiegs-Play-offs, jedoch musste er auch dieses Mal in der ersten Runde die Segel streichen, nun gegen RKC Waalwijk. Trotz des verpassten Wiederaufstiegs der NEC Nijmegen blieb er im Gelderland und absolvierte in der Saison 2019/20 27 Partien und schoss sechs Tore und gab zudem sieben Torvorlagen, jedoch wurde die Saison aufgrund der COVID-19-Pandemie vorzeitig abgebrochen.
In der Saison 2020/21 kam Okita regelmäßig zum Einsatz, gehörte allerdings nicht immer zur Startelf. Mit vier Toren und fünf Torvorlagen hatte er Anteil an der erneuten Qualifikation der Nimwegener für die Auf-und-Abstiegs-Play-offs und dieses Mal gelang dem Verein der Aufstieg in die Eredivisie, nachdem man sich gegen Almere City, Roda JC Kerkrade und NAC Breda durchsetzen konnte. Auch im niederländischen Oberhaus war Jonathan Okita Stammspieler und dabei stets in der Offensive erste Wahl. Zwischenzeitlich musste er wegen einer Fußverletzung pausieren, doch mit sieben Toren und sechs Vorlagen in 27 von 34 möglichen Ligaspielen trug er zum Klassenerhalt mit dem elften Platz bei.
Mitte Juni 2022 wechselte er zum Beginn der neuen Saison zum schweizerischen Erstligisten FC Zürich, wo er einen Vertrag mit einer Laufzeit von drei Jahren unterschrieb. In seiner ersten Saison dort kam er zu 29 von 36 möglichen Ligaspielen, in denen er sieben Tore schoss, sowie neun Spielen im Europapokal mit einem Tor und zwei Spielen im Schweizer Pokal. In der nächsten Saison waren es 36 von 38 möglichen Ligaspielen mit elf geschossenen Toren sowie wieder zwei Spielen im Schweizer Pokal, diesmal mit einem geschossenen Tor.
In der Saison 2024/25 kam er auf 10 von 18 möglichen Ligaspielen, in denen ein Tor schoss, ein Pokalspiele und zwei Spiele in der gescheiterten Qualifikation zur Conference League. Mitte Januar 2025 wechselte er zum türkischen Erstligisten Bodrum FK, wo er einen Vertrag bis zum Ende der Saison 2026/27 unterschrieb.

### Nationalmannschaft
Am 10. Oktober 2021 debütierte Jonathan Okita bei der 0:1-Auswärtsniederlage in der WM-Qualifikation gegen Madagaskar für die Nationalmannschaft der Demokratischen Republik Kongo. Bei der Partie im Stade Municipal de Mahamasina von Antananarivo wurde er in der 46. Minute für Samuel Bastien eingewechselt. Im folgenden Jahr wurde der Stürmer noch zweimal für die Auswahl nominiert und danach zunächst über ein Jahr lang nicht mehr berücksichtigt. Nach erneuter Nominierung im Oktober 2023 kam er im Freundschaftsspiel gegen Angola zu seinem zweiten Länderspieleinsatz. Anschließend wurde er bisher nicht mehr in die Nationalmannschaft berufen.